# Port lotniczy Bonriki
Port lotniczy Bonriki (IATA: TRW, ICAO: NGTA) – międzynarodowy port lotniczy położony w atolu Tarawa na wyspie Bonriki. Jest największym portem lotniczym w Kiribati.